# Luciogobius albus
Luciogobius albus là một loài cá thuộc họ Gobiidae. Nó là loài đặc hữu của Nhật Bản.